# Little Richard (album)
Albums de Little Richard
Here's Little Richard
(1957) The Fabulous Little Richard
(1959)
Little Richard est le deuxième album de Little Richard, sorti en 1958.

## L'album
Le titre Good Golly, Miss Molly est classé à la 94e place des 500 meilleures chansons de tous les temps par Rolling Stone. 

### Titres
Face A
1. Keep A Knockin' (Richard Penniman)
2. By the Light of the Silvery Moon (Gus Edwards, Edward Madden)
3. Send Me Some Lovin' (John Marascalco, Leo Price)
4. I'll Never Let You Go (Boo Hoo Hoo Hoo) (Richard Penniman)
5. Heeby-Jeebies (Maybelle Jackson, John Marascalco)
6. All Around the World (Robert Blackwell, McKinley Millet)

Face B
1. Good Golly, Miss Molly (Robert Blackwell, John Marascalco)
2. Baby Face (Harry Akst, Benny Davis)
3. Hey, Hey, Hey, Hey (Richard Penniman)
4. Ooh! My Soul (Richard Penniman)
5. The Girl Can't Help It (Bobby Troup)
6. Lucille (Al Collins, Richard Penniman)

### Musiciens
- Little Richard : voix, piano
- Edgar Blanchard, Justin Adams, Roy Montrell, Nathaniel Douglas : guitare
- Earl Palmer, Charles Connor : batterie
- Frank Fields, Olsie Robinson : basse
- Lee Allen, Clifford Burks, Lee Diamond, Grady Gaines : saxophone ténor
- Alvin Tyler, Jewell Grant : saxophone baryton